# Шиш ћевап
Шиш ћевап је популарно јело од коцкица меса на ражњу и на жару.  Може се наћи у медитеранској кухињи.
То је једна од многих врста ћевапа, низа месних јела пореклом са Блиског истока. У северноамеричком енглеском, само реч кебаб се често односи на шиш кебаб, иако ван Северне Америке кебаб може значити и донер кебаб.
Традиционално се прави од јагњетине али постоје и верзије са разним врстама меса, живине или рибе.  У Турској се шиш ћевап и поврће које се сервира уз њега пеку одвојено, обично не на истом ражњу.  

## Етимологија
Шиш ћевап је енглески превод турских речи şiş (ражањ или мач) и kebap (пржено месо), који датира отприлике с почетка 20. века.   Према Оксфордском речнику енглеског језика, његова најранија позната публикација на енглеском је у роману Наш господин Рен Синклера Луиса из 1914.  
Сама реч kebab већ је била присутна у енглеском крајем 17. века, од арапске речи كَبَاب (kabāb), делом кроз урду, персијски и турски.  Етимолог Севан Нишањан наводи да та реч има еквивалентно значење „пржења“ са „kabābu“ на старом акадском језику и „kbabā/כבבא“ на арамејском.  Најстарији познати пример şiş, што вероватно првобитно значи шиљасти штап, потиче из 11. века.  

## Галерија
- Шиш ћевап
- Шиш ћевап у Анкари
- Шиш ћевап од јагњетине